# シコルスキー S-61
シコルスキー S-61
デンマーク空軍のS-61A シーキング
- 用途：対潜ヘリコプター
- 分類：多目的ヘリコプター
- 製造者：シコルスキー・エアクラフト社
- 運用者：
  -  アメリカ合衆国（アメリカ海軍）
  -  日本（海上自衛隊）他
- 初飛行：1959年
- 生産数：119機
- 生産開始：1961年
- 運用状況：一部の国で現役
- 派生型：

  - SH-3
  - シコルスキー S-61R
  - ウェストランド シーキング
  - 三菱-シコルスキー S-61

シコルスキー S-61（Sikorsky S-61）は、アメリカ合衆国の航空機メーカー、シコルスキー・エアクラフト社が開発した双発タービンエンジンの大型ヘリコプター。S-61はシコルスキー社内での呼び名で、各国軍では別の名称を使用している。

## 開発
アメリカ海軍が使用していた対潜ヘリコプター HSS-1（S-58/SH-34）の後継機として計画された。試作機のXHSS-2が1959年3月11日に初飛行。
吊り下げ式のディッピングソナーやソノブイ投下システムなどを装備している。キャビンは対潜機器が装備できるように大型であり、対潜機器を外すと輸送ヘリとしても十分使用できるようになっていた。また、船体型の胴体と引き込み脚を持つフロート型のスポンソンによって限定的な着水性能も有していた。
HSS-2 シーキングは、1962年にSH-3 シーキングと改名され、アメリカ海軍で運用が始められた。アメリカ海兵隊の大統領専用機VH-3 マリーンワンとしても使用されている。

Sikorsky S-61L

シコルスキー社はすぐさま商業モデルの開発に動き出した。貨物や乗客の搭載量を確保するため、SH-3の機体を1.27m延長した。フロートスタビライザーを省略し、降着装置の修正を行った。S-61Lと命名され、1961年11月2日に初飛行し、1962年3月1日にはロサンゼルス・エアウェイズが採用した。民間向けにも水上での運用に最適化したS-61Nも開発され、SH-3のフロートを装備した。1962年8月7日に初飛行。S-61LとS-61Nは、ゼネラル・エレクトリック製T58-GE-8Bエンジンを搭載していたが、CT58-140にアップグレードしたMk IIも開発された。
運送業者のカーソン・ヘリコプターズは、商業モデルS-61の機体を1.6メートルほど縮小させ、エンジンが単発であるデメリットを削減し、外部搭載量を増すことに成功した。この縮小モデルは、ヘリプロ・コーポレーションによってLモデル、Nモデルともに改造され、1996年にショートスカイと命名された。

## 派生型

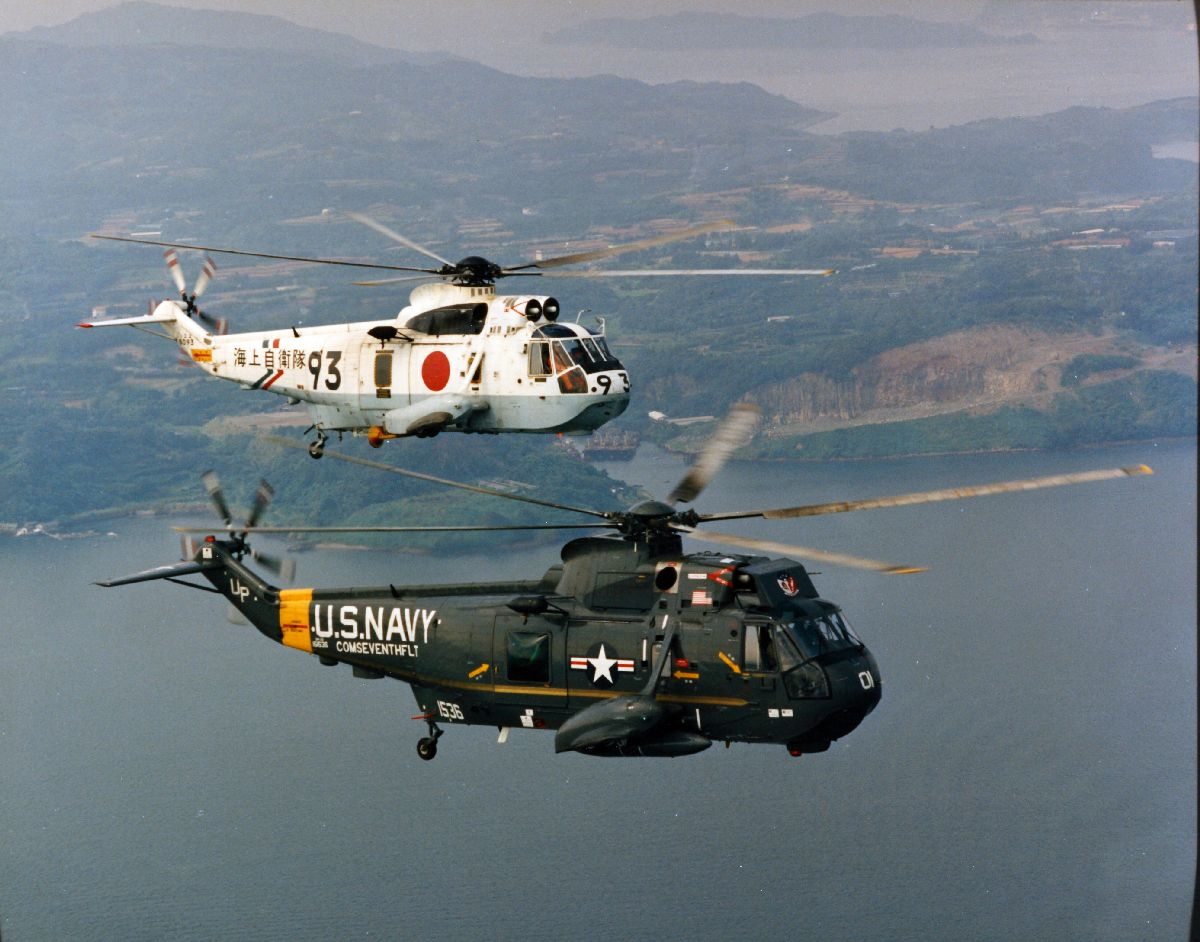
日米のS-61

アメリカ軍に採用された型は各国軍に採用され、イギリスのウェストランド、日本の三菱重工業、イタリアのアグスタ社、カナダのユナイテッド・エアクラフト・オブ・カナダがライセンス生産した。多用途向きで使い勝手が良いため、世界中に輸出され運用されている。
S-61
アメリカ軍のSH-3に対するシコルスキーの型式番号。

AS-61
アグスタ社によるライセンス生産
S-61A、HSS-2
三菱重工業によるライセンス生産

WS-61
ウェストランド社によるライセンス生産

CH-124
ユナイテッド・エアクラフト・オブ・カナダ社によるノックダウン生産

S-61R
アメリカ空軍（CH-3/HH-3）、イタリア空軍他向け。

S-61L
民間向け陸上ヘリコプター。
S-61L Mk II
S-61Lの改良型。
S-61N
民間向け水陸両用ヘリコプター。
S-61N Mk II
S-61Nの改良型。
S-61 ペイローダー
クレーン作業に特化され、機体下部構造が特徴である。標準的なS-61Nより約900 kg (2000lb) 軽量化されている。
S-61 ショートスカイ
エンジン1基搭載と外部ペイロードを増やした設計で、S-61L/Nより機体を縮小された。

## 運用国

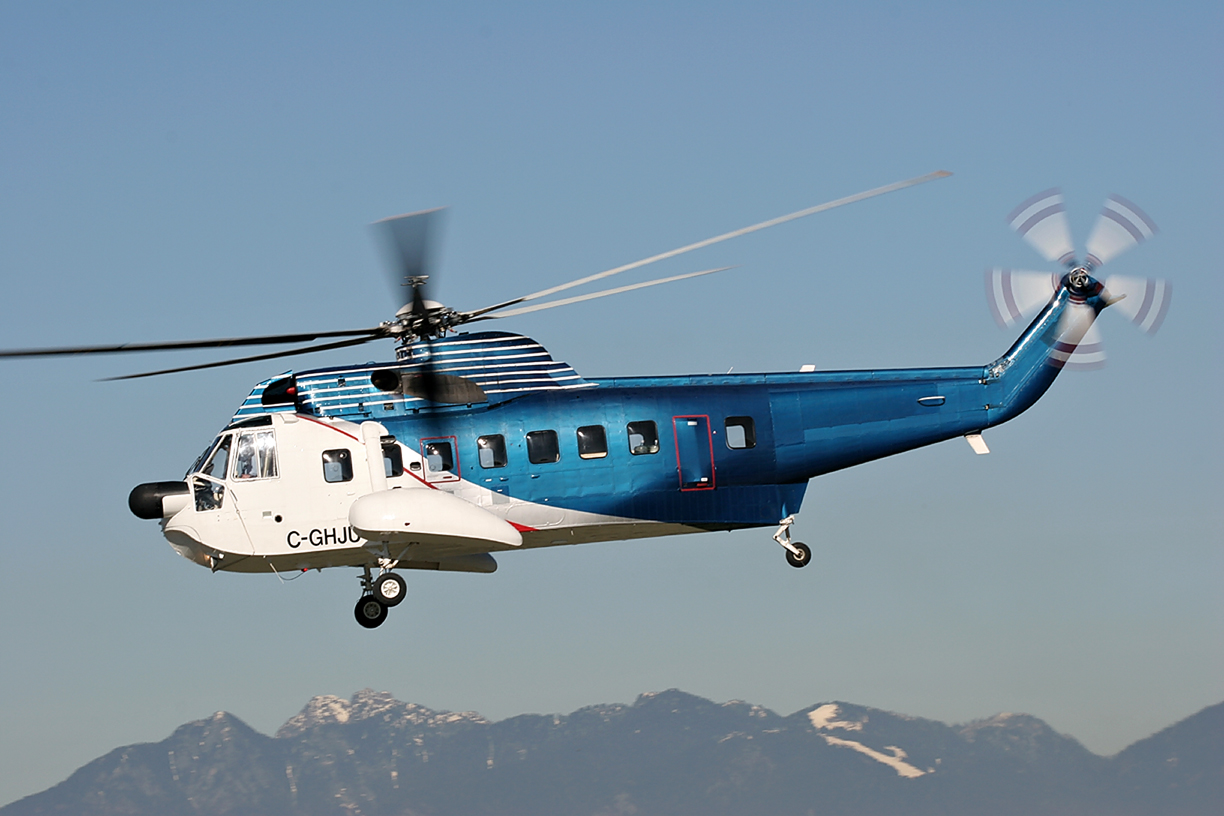
ヘリジェット・エアウェイズのS-61

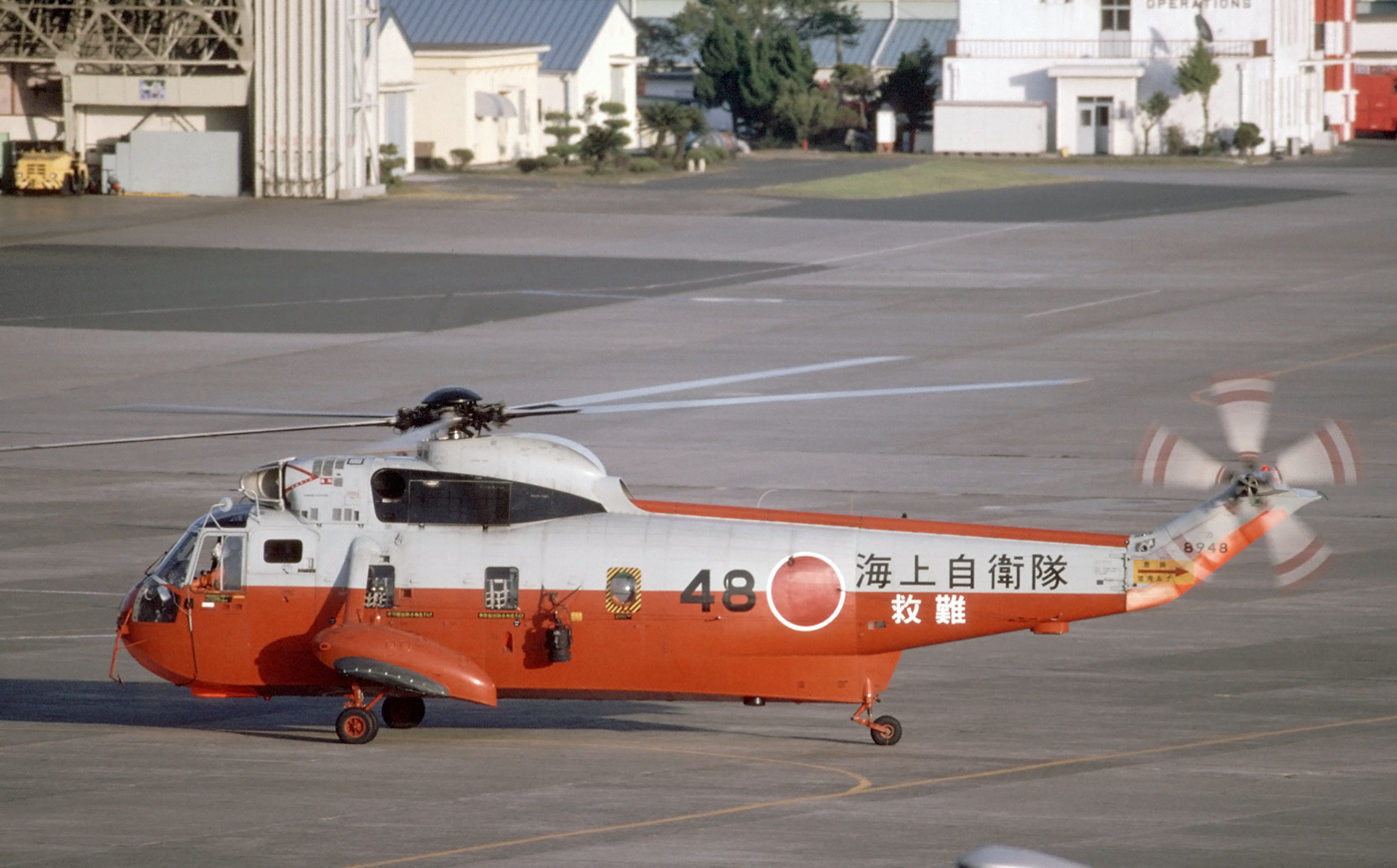
海上自衛隊のS-61AH

| 軍用 | 軍用 | 民用                                                                                         |
| --- | --- | -------------------------------------------------------------------------------------------- |
| - アルゼンチン - オーストラリア - ベルギー - ブラジル - カナダ - デンマーク - エジプト - ドイツ - インド - イラン - イラク - アイルランド - イタリア | - 日本 - レバノン(消防、要人輸送) - マレーシア - ノルウェー - パキスタン - ペルー - カタール - サウジアラビア - スペイン - タイ - ベネズエラ - イギリス - アメリカ合衆国 | - グリーンランド - カナダ - イギリス - オランダ - パキスタン - アメリカ合衆国 - アイルランド |

## スペック (S-61N Mk II)
出典: International Directiory of Civil Aircraft
諸元
- 乗員: 2名
- 定員: 最大30名
- 全長: 17.96m （58ft11in）
- 全高: 5.32m （17ft6in）
- ローター直径: 18.9m （62ft）
- 空虚重量: 5,595kg （12,336lb）
- 最大離陸重量: 8,620kg （19,000lb）
- 動力: ゼネラル・エレクトリック CT58-140 ターボシャフト、1,120kW （1,500shp）   × 2

性能
- 最大速度: 267km/h=M0.22 （166mph）
- 巡航速度: 222km/h=M0.16 （120ノット）
- 航続距離: 833km （450海里）
- 実用上昇限度: 3,810m （12,500ft）
- 上昇率: 400-670m/min （1,310-2,220ft/min）